# ودنه سوندرول
ودنه سوندرول (انگلیسی: Ådne Søndrål؛ زادهٔ ۱۰ مهٔ ۱۹۷۱) اسکیت‌باز سرعت اهل نروژ بود.